# Igor Štoković (ekonomist)
Igor Štoković (Pula, 16. prosinca 1959. – Pula, 9. travnja 2015.), ekonomist, političar i glazbenik.
Rodio se u Puli 16. prosinca 1959. Diplomirao je na Ekonomskom fakultetu Sveučilišta u Rijeci, a znanstveni stupanj doktora znanosti stekao je 1990. na istom fakultetu.
Na dužnosti gradonačelnika Pule bio je od 1993. do 1996.
U Arenaturistu bio je predsjednik nadzornog odbora od njegova konstituiranja, a 1998. postao je i njegov predsjednik. Godinu poslije bio je imenovan za predsjednika Uprave Arenaturista, a u tom poduzeću bio je do smrti na funkciji glavnog izvršnog direktora.
Zajedno s Lucianom Delbiancom i Denisom Mikolićem činio je trio Kravate u kojem je svirao klavijature i bio vokal.
Bio je redoviti profesor ekonomije na Fakultetu ekonomije i turizma »Dr. Mijo Mirković«, gdje je držao kolegije iz mikroekonomije.
Umro je 9. travnja 2015. u Puli.

## Vanjske poveznice
- Hrvatska znanstvena bibliografija: Štoković, Igor

| političke službe             | političke službe                 | političke službe           |
| ---------------------------- | -------------------------------- | -------------------------- |
| prethodnik Luciano Delbianco | gradonačelnik Pule 1993. – 1996. | nasljednik Giankarlo Župić |